# Сергеј Ајзенштајн
Сергеј Михајлович Ајзенштајн (рус. Сергей Михайлович Эйзенштейн; Рига, 23. јануар 1898 — Москва, 1948) је совјетски редитељ и филмски теоретичар. Најпознатији филмови су му: „Оклопњача Потемкин“, „Октобар“, „Александар Невски“. Његови филмови припадају жанру политички ангажованих филмова.
Међу историчарима филма постоји уверење да је управо Сергеј Ајзенштајн допринео највише развоју монтаже, као не само техничког поступка повезивања кадрова, него као и начина да се филмски језик битно измени и унапреди. Са Лавом Куљешевим развио је изузетно значајан теоретски рад на пољу развоја монтаже.
Све дело Сергеја Ајзенштајна карактерише иновативна употреба монтаже, ритма, одабира доминантних мотива, врсте осветљења, у последњем филму и употреба боја. Ове је била иновација у филмском речнику свога доба.

## Младост
Ајзенштајн је рођен у породици средње класе у Риги, Латвија (тада делу Руског царства у Ливонској губернији), али његова породица се често селила током његових раних година, као што је и Ајзенштајн наставио да чини током свог живота. Његов отац, познати архитекта Микаил Осипович Ајзенштајн, је рођен у Кијевској области, у јеврејској трговачкој фамилији пореклом из Васиљкива. Он потиче из породице у којој је доминантно религијско уверење било православље, иако му је отац по националности био Јеврејин, он је прихватио православље. Његова мајка Јулијана Ивановна Конетскаја била је из руске православне фамилије. Била је ћерка успешног трговца. Јулија је напустила Ригу исте године кад је избила и Руска револуција из 1905, одводећи Сергеја са собом у Санкт Петербург. Њен син се повремено враћао да види свог оца, који им се придружио око 1910. Томе је следио развод и Јулија је напустила породицу и отишла да живи у Француској. Ајзенштајн је био одгајен као ортодоксни хришћанин, али је касније постао атеиста.
На петроградском Институту за грађевинарство, Сергеј је студирао архитектуру и инжењерство, професију свог оца. Године 1918. Сергеј је напустио школу и придружио се Црвеној армији да би служио Бољшевичкој револуцији, мада је његов отац Микаил подржавао супротну страну. То је довело његовог оца у Немачку након пораза Царске владе, а Сергеја у Петровград, Вологду, и Двинск. Године 1920, Сергеј је пребачен на командну позицију у Минску, након успешног пружања пропаганде за Октобарску револуцију. У то време, он је био изложен Кабуки позоришту и изучавао је јапански, научивши око 300 канџи слова, што је наводио као утицај на свој сликовни развој. Ове студије су га навеле да путује у Јапан.

## Каријера
У својим првим филмовима није користио глумце професионалце. Бавио се питањима класних конфликта у којима су глумци имали стереотипне улоге. Ајзенштајн је био одан идејама комунизма у време Стаљина који је одлично схватао значај филма као пропагандног оружја. Популарност и значај Сергеја Ајзенштајна је растао и опадао у функцији успеха његових филмова.
Године 1925, створио је филм „Оклопњача Потемкин“. Чувену сцену са колицима која падају низ степениште у Одеси снимио је 22. септембра. Централни комитет КПСС је организовао обележавање јубилеја револуције из 1905, а народни комесари Луначарски и Маљевич су ангажовали Ајзенштајна да направи филм посвећен овој комеморацији. Од мноштва догађаја, Сергеј је одабрао побуну на оклопњачи као централни мотив филма.
У јесен 1928. године напушта Совјетски Савез и одлази на двогодишње студијско путовање по Европи са сарадницима Едвардом Тисеом и Григоријем Александровим. Тамо их је послала комунистичка партија да би усавршили сазнања о техници звучног филма. Ту је направио један филм у Француској (Сентиментална романса из 1930). Студио Парамаунт га 1930. позива у САД и нуди уговор на 100.000 долара. Ајзенштајн стиже у Њујорк 20. маја. Требало је да екранизује један од романа Теодора Драјзера, али се од тог пројекта одустало због сукоба редитеља и продуцената. Тиме долази у позицију да га пријатељи Ептон Синклер и Чарли Чаплин спашавају од неке врсте прогона. Одлази у Мексико да снима филм за брачни пар Синклер, али се и ту његова уметничка природа сусреће са, за њега у то време неприхватљивим условима стварања. Филм о Мексику није довршен, а Стаљин га у међувремену позива назад у СССР. Од снимљеног материјала је 1933. измонтирана верзија филма „Громови над Мексиком“, касније познатог као „Живео Мексико!“ (¡Que Viva México!).
Године 1938. приказан је први Ајзенштајнов звучни филм, „Александар Невски“. Он описује историјску битку Руса и тевтонских витезова из 13. века на залеђеном Чудском језеру. Филмом доминира идеја патриотизма и стога је интензивно коришћен као пропаганда у Совјетском Савезу током Другог светског рата.
Ајзенштајнов боравак на западу га је учинио сумњивим у очима Стаљина и комунистичке номенклатуре. Рад на неким филмовима је отказан, а рад на филму „Иван Грозни“ је често ометан. Први део овог филма из 1944. примљен је са симпатијама и награђен је, док је други део био цензурисан и није приказан до 1958. У наставку филма, Иван није приказан као херој већ као параноични тиранин. Неки делови су снимљени у колору, захваљујући немачким колор камерама заплењеним у бици код Стаљинграда. Трећи део филма, из 1946, конфисковала је комунистичка партија.

### Повратак
Ајзенштајн је био у стању да се додвори Стаљину за „још једну шансу”, и изабрао је од две понуде задатак биографије Александра Невског, за шта је музику компоновао Сергеј Прокофјев. Овог пута, био му је додељен косценариста, Пјотр Шавленко, да испоручи завршни сценарио и професионалне глумце да играју улоге; и помоћник режисера, Дмитри Васиљев, да убрза снимање.
Исход је био филм који су критичари добро примили на обе стране, совјетској и западној, за који је награђен Орденом Лењина и Стаљиновом наградом. То је била очигледна алегорија и круто упозорење против гомилања трупа нацистичке Немачке, добро играна и добро направљена. Сценарио је садржао сцене у којима Невски изговара низ традиционалних руских пословица, вербално укорењавајући своју борбу против германских освајача у руске традиције. Ово је започето, завршено и стављено у дистрибуцију све у току 1938. године, и није представљало само Ајзенштајнов први филм током скоро једне деценије, већ и његов први звучни филм.
У року од неколико месеци од објављивања филма, Стаљин је склопио пакт са Хитлером, и Невски је одмах повучен из дистрибуције. Ајзенштајн се вратио предавању и био је задужен за режирање Рихард Вагнерове Валкире у Бољшој театру. После избијања рата са Немачком 1941. године, Невски је био поново пуштен у широку дистрибуцију и стекао је међународни успех. Са ратом који се приближавао Москви, Ајзенштајн је био један од многих филмских стваралаца који су евакуисани у Алмате, где је по први пут разматрао идеју о прављењу филма о Ивану IV Грозном. Ајзенштајн је имао кореспонденцију са Прокофјевом из Алмате, који му се тамо придружио 1942. Прокофјев је компоновао музику за Ајзенштајнов филм, а Ајзенштајн се реципроцирао дизајнирајући сетове за оперско извођење Рата и мира које је Прокофјев развијао.

### Иванова трилогија
Ајзенштајнов филм, Иван Грозни, Део I, којим се представља Иван IV Грозни као национални херој, добио је подршку Јосифа Стаљина (и Стаљинову награду), али су наставак, Иван Грозни, Део II, критиковале разне разне власти и остао је необјављен до краја 1958. године. Сви снимци још увек непотпуног дела Иван Грозни, Део III, били су конфисковани и највећи део материјала је био уништен (мада неколико снимљених сцена још увек постоји).

## Лични живот
Године 1934. у Совјетском Савезу, Ајзенштајн је оженио филмску стваратељку и сценарискињу Перу Аташеву (рођену Перл Мојсејевна Фогелман; 1900 - 24. септембар 1965) и остао је у браку до своје смрти 1948, иако је дуго било спекулација о његовој сексуалној оријентацији. Они нису имали деце. Пишући за Лондонски преглед књига (London Review of Books) августа 2018, Дејвид Тротер је тврдио да је Ајзенштај водио ЛГБТ живот током својих година у Совјетском Савезу: „Као двосмислено самоидентификујући геј мушкарац у Совјетској Русији, он је знао све о хомофобији”.

## Смрт
Сергеј Ајзенштајн је имао срчани удар 2. фебруара 1946, и провео је највећи део године опорављајући се. Он је умро од другог срчаног удара, 11. фебруара 1948. у Москви, у својој 50. години. Његово тело лежало изложено у Холу филмских радника пре него што је било кремирано 13. фебруара, а његов пепео је сахрањен на гробљу Новодевичје у Москви.

## Филмски теоретичар
Ајзенштајн је био пионир у употреби монтаже, специфичног коришћења уређивања филма. Он и његов савременик, Лав Куљешов, два су од најранијих теоретичара филма, који су тврдили да је монтажа суштина филма. Његови чланци и књиге, а посебно дела Филмска Формаи Филмски смисао, детаљно објашњавају значај монтаже.
Његови списи и филмови наставили су да имају велики утицај на касније филмске ствараоце. Ајзенштајн је веровао да се уређивање може користити за више од самог излагања сцене или тренутка, путем „повезивања” сродних слика. Ајзенштајн је сматрао да се „судар” снимака може користити за манипулацију емоцијама публике и стварање филмских метафора. Он је веровао да идеју треба извести из сложености два независна снимка, уводећи елемент колажа у филм. Развио је оно што је он назвао „методе монтаже”:
1. Метричка[34]
2. Ритмичка[35]
3. Тонална[36]
4. Асоцијативна[37]
5. Интелектуална[38]

Ајзенштајн је предавао снимање филма током свог каријере у ГИК-у где је написао наставни план и програм за смер редитеља; његове наставне илустрације су репродуковане у делу Владимира Низнија Лекције са Ајзенштајном. Вежбе и примери за ученике засновани су на обради литературе као што је Оноре де Балзаков Чича Горио. Још једна хипотетичка вежва била је постављање Хаитске борбе за независност како је приказано у Анатоли Виноградовом Црном конзулу, делу на чији настанак је утицало Џон Вандеркуково Црно височанство.
Лекције из тог сценарија разрађивале су лик Жан-Жак Десалина, поново одигравајући његово кретње, акције и драму која га окружује. Поред дидактике књижевног и драмског садржаја, Ајзенштајн је подучавао технике режије, фотографије и уређивања, подстичући развој индивидуалности својих студената, њиховог изражавања и креативности. Ајзенштајнова педагогија, попут његових филмова, била је политички настројена и садржала је цитате Владимира Лењина испреплетене са његовим учењем.
У својим почетним филмовима Ајзенштајн није користио професионалне глумце. Његове нарације су избегавале појединачне ликове и бавиле су се широким друштвеним питањима, а посебно класним конфликтом. Користио је стереотипне ликове, а улоге су биле испуњене необученим лицима из одговарајућих класа; он је избегавао давање улога филмским звездама. Ајзенштајнова визија комунизма довела га је у конфликт са званичницима владајућег режима Јосифа Стаљина. Попут многих бољшевичких уметника, Ајзенштајн је замишљао ново друштво које би потпуно субвенционисало уметнике, ослобађајући их од ограничења шефова и буџета, остављајући их потпуно слободним за стварање, али буџети и продуценти били су значајни за совјетску филмску индустрију као и за остатак света. Због ранијег рата, револуционарна и изолована нова нација није имала у почетку ресурсе да национализује филмску индустрију. Када је то учињено, ограничени ресурси - монетарни и у погледу опреме - захтевали су контролу продукције у једнако опсежном степену као и у капиталистичком свету.

## Почасти и награде
- Две Стаљинове награде – 1941 за филм Александар Невски (1938), 1946 за први филм из серије "Иван Грозни" (1944)[46]
- Почасни уметник РСФСР (1935)
- Орден Лењина (1939) – за филм Александар Невски (1938)[46]
- Орден беџа части
- Гугл Дудл (2018) – Дудл је издат за прославу 120 година од његовог рођења.[47]

## Главна дела
Неки од најбољих радова су:
- Дневник Глумова (Дневник Глумова, 1923)
- Штрајк (Стачка, 1925)
- Оклопњача Потемкин (Броненосец „Потемкин“, 1925)
- Октобар: десет дана који су потресли свет (Октябрь: Десять дней, которые потрясли мир, 1927)
- Старо и ново (Генеральная линия или Старое и новое, 1929)
- Сентиментална романса (Сентиментальный романс/Le Romance sentimentale, 1930)
- Земљотрес у Оахаки (Землетрясение в Оахаке, документарни филм из 1931)
- Живео Мексико! (¡Que Viva México!, Да здравствует Мексика!, недовршен филм, 1930-1932)
- Бежин луг (Бежин луг, недовршен филм, 1935 – 1937)
- Александар Невски (Александр Невский, 1938)
- Канал Фергана (недовршен филм из 1939)
- Иван Грозни:
  - први део (1945)
  - други део (1946/1958)
  - трећи део (1946, незавршено)